# Mamadou Gassama
Mamadou Gassama Cissokho, más conocido como Mamadou Gassama (Granollers, 28 de octubre de 1993 ) es un jugador de balonmano español que juega de extremo derecho en el Sporting de Lisboa de la Andebol 1.

## Carrera deportiva
Formado en la cantera del Club Balonmano Granollers, Gassama, debutó con el primer equipo del cuadro catalán en la temporada 2014-15, en la que jugó 4 partidos y marcó 2 goles.
En la temporada 2015-16 jugó 16 partidos y marcó 34 goles, mientras que en la 2016-17 jugó 29 partidos y marcó 47 goles, demostrando su evolución positiva.

## Palmarés

### Sporting CP
- Copa de Portugal de balonmano (3): 2022, 2023, 2024
- Liga de Portugal de balonmano (1): 2024

## Clubes
- Club Balonmano Granollers (2014-2021)
- Sporting de Lisboa (2021- )[2]